# Eliseo Nicolás Alonso
Eliseo Nicolás Alonso (Agones, Pravia, 15 de febrero de 1955-Pereda, Grado, Asturias, 2 de xunu de 2012), conocido como "Lise", fue un artesano del azabache, escultor, y tallista de madera.

## Biografía
Nació en el concejo de Pravia, Asturias, y vivió con su familia en la casa-escuela de Reconco, Grado, Asturias. Fue un artesano conocido que por su variada obra y sus técnicas innovadoras puede calificarse como artista. Su taller de trabajo estaba en la parte baja de su vivienda.
De formación académica Profesor de E.G.B., tuvo tendencia desde temprana edad a todo lo relacionado con las artes plásticas. El barro y la madera fueron sus primeros materiales de iniciación al conocimiento de las formas, su formación fue totalmente autodidacta. 
Presentó su primera exposición de tallas en madera en el año 1973.

## Trabajo y obra
La necesidad e incapacidad de obtener piezas grandes por la escasez de azabache le llevan a investigar en las mezclas, taraceas e incrustaciones en las que el azabache se rodea de otros materiales, maderas nobles, guayacán, palo santo, oro, plata, madreperla, malaquita, lapislázuli, rodocrosita, caliza rosa, marfil de mamut, etc., todos ellos elegidos teniendo en cuenta colores, tonos y durezas afines al material protagonista, el azabache.

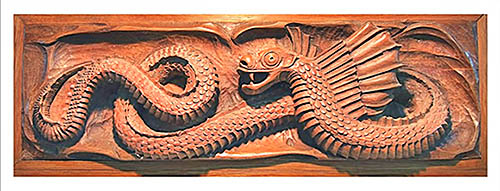
Talla en madera, mitología asturiana, el Cuélebre.

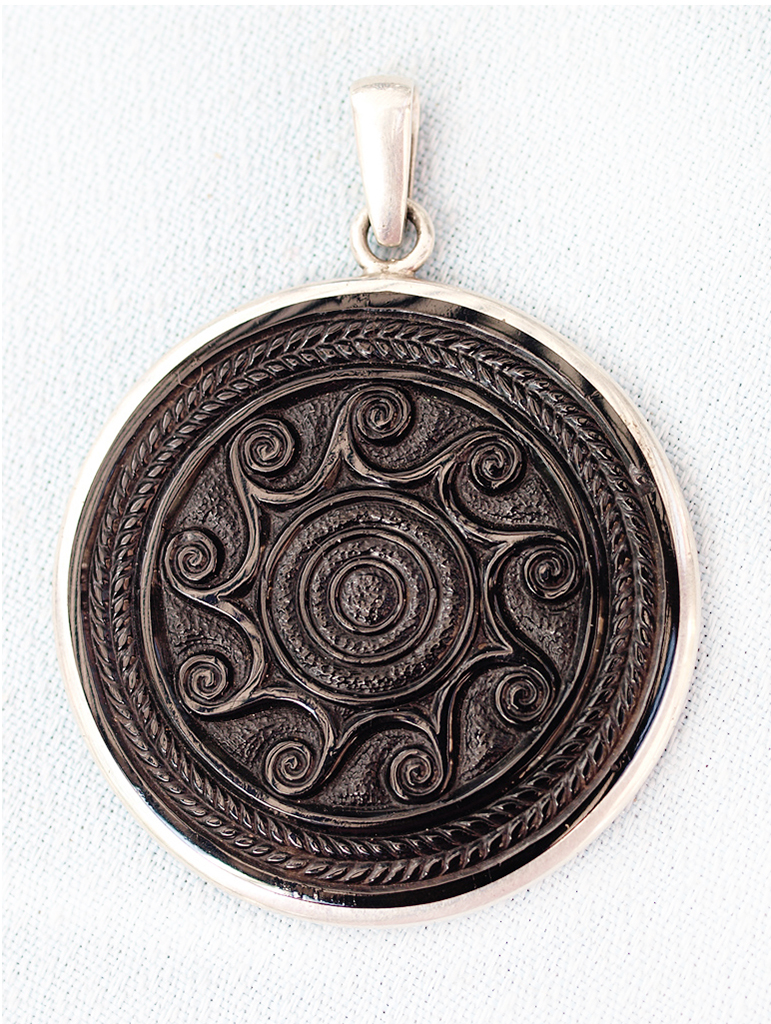
Trisquel.

De sus primeras obras como tallista de la madera cabe destacar la potencia y dominio de la técnica que presenta en el bastón de mando del Ayuntamiento de Candamo o la talla de la Capilla de los Dolores con campanas de azabache.
Posteriormente, gracias a sus técnicas pioneras como las incrustaciones superpuestas, la técnica del vaciado o la combinación con otros materiales nobles como la madera o el marfil de mamut, se convertirá en el referente de la azabachería. No hay que olvidar que hasta su llegada, las técnicas que se aplicaban al azabache se limitaban a la talla y su engarce en metales preciosos.
De sus obras en azabache destacan sobre todas su recopilación del prerrománico asturiano y, entre ellas, su pieza de San Miguel de Lillo.
En el mundo de la joyería es donde desarrollará la mayor parte de su actividad. Sus colecciones de paisajes nocturnos con tierras con sembrados de diferentes maderas, estrellas y árboles de oro y plata, lunas de marfil de mamut o lapislázuli. Las representaciones de constelaciones y los motivos florales serán el grueso de su obra, a excepción de cuando conseguía alguna pieza de azabache de tamaño adecuado, que acababa inevitablemente convertida en una pequeña escultura. 

El dominio de la composición, del color y precisión las convierten en auténticas obras de arte, joyas únicas. Pero es en los encargos públicos y privados donde podemos ver a un Eliseo más libre, ya fuera para un premio institucional o la conmemoración de un fin de carrera, siendo condicionado únicamente por quién o qué institución lo iba a recibir. La escultura para Gas Asturias es un ejemplo.
Pero es en ciertos encargos y, sobre todo, en aquellas piezas que realiza únicamente para él, donde podemos ver al verdadero “Lise”. En piezas como “Desarrollo en cadena”  o en el “Conjunto escultórico del retablo de Ponga” es donde las combinaciones de texturas y colores, los encuentros y los encastres, presentes en todas sus obras, alcanzan otra magnitud.

### Ferias, exposiciones, citas, premios y distinciones

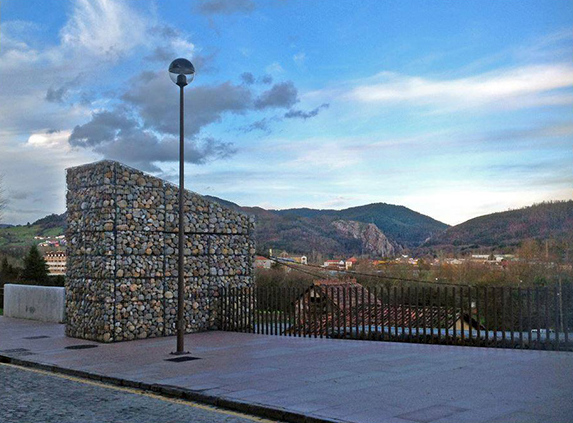
Plaza de Eliseo Nicolás "Lise", Maestro Azabachero, inaugurada en el año 2014.

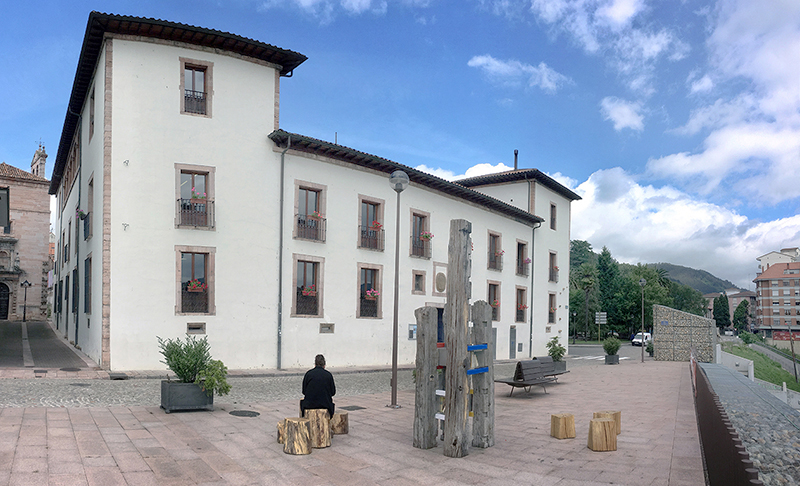
Plaza de Eliseo Nicolás Alonso, Lise con Biblio-árbol (2016) en su memoria, y Palacio de Miranda Valdecarzana, Casa de Cultura.

- Participó entre otras, en exposiciones individuales y colectivas en la obra social de Cajastur, Sala El Greco (Mieres), Ayuntamiento de Avilés, Casas de Cultura de Turón y Pravia. [cita requerida]

- Entrevista en "Asturias Mundo Joven", número 12, mayo de 1995,

- "La Veta Moscona del Azabache", páginas 14 y 15, en el "Eco de Grado", diciembre de 1996.[12] Boletín Municipal.

- Invitado al primer salón del "Museo Expresión Louvre de París", objetos derivados del patrimonio cultural y artístico. París (Museo Expresión),[13]

- Asistencia Feria Internacional de Muestras de Gijón, Feria Nacional de Artesanía de Gijón, Feria Navideña de Artesanía de Oviedo, desde 1993 a 2010,  [cita requerida][14]

- Asistencia a la novena Muestra Iberoamericana de Artesanía - 1999.[15]

- Arte Gijón, primer premio en la Feria Nacional de Artesanía de Gijón

- Cajastur 1999.
- Eliseo y el colectivo de azabacheros de Asturias, acuerdan unirse en Asociación en 1999 bajo el nombre de “Azabache de Asturias” web, "Asociación Azebache", de la que posteriormente Eliseo Nicolás Alonso, sería nombrado Presidente.[16]

- Imparte talleres en colegios de primaria, institutos, centros culturales y en la Facultad de Geológicas de la Universidad de Oviedo.  [cita requerida]

- Su escultura de la "celosía de San Miguel de Lillo con mirlo", símbolo de la promoción del comercio del "Azabache de Asturias" en la Región.

- Recibe el encargo de creación y diseño de los Premios a la Excelencia y Calidad Turística (azabache, oro y maderas), por el Principado de Asturias, Consejería de Industria y Comercio, años 2001, 2002, 2003 y 2004.

- Una Vida unida a "la Perla Negra" Entrevista La Voz de Asturias 2004 - Prensa.[17]

- Feria de Navidad 2006 Premio pieza única, maderas luna y azabache.

- Encargo de creación a instancias del Ilmo. Ayuntamiento de Grado de tallas o esculturas para los premios a los deportistas más destacados del concejo,[18] y la escultura en Piedra y maderas para "Gas Asturias".[19]

- Primer premio pieza única en el primer concurso de Azabachería de Argüero -[20][21]

- Piezas en la Casa Real, Rey emérito de España y Rey Felipe VI. "El Azabache Piedra mágica, joya, Emblema jacobeo", "Valentín Monte Carreño, página 174.

- Eliseo es elegido "Artesano del año 2002",

por el Centro Asturiano de Madrid, premio entregado en el 
salón de actos de la Feria Internacional de Muestras de Gijón.
- Es invitado a formar parte del Grupo de Investigación de Azabache y leño fósil de la Universidad de Oviedo - denominación de Origen del Azabache Asturiano[23]

- "Expresiones artísticas de un tallista de azabache", "Lise", seña de identidad de una obra magistral, por Pablo Jesús Armada.[24]

- "Publicación Oficio y arte, Organización de los Artesanos de España, punto de encuentro e información de la artesanía y la cultura de los oficios: cantería, cerámica, ...," OficioyArte" nº121 3º Trimestre 2012, páginas 20 y 21.[25]

- El 20 de marzo de 2013, el Ayuntamiento de Yernes y Tameza comunica que por unanimidad del pleno municipal, le ha sido concedido el nombre de una ruta de Montaña, la MUP n.º 70-78, PR-AS 237, la Focea, ahora de "Eliseo Nicolás Alonso", por haber sido gran conocedor y divulgador de la fauna, flora y el paisaje del Concejo de Yernes y Tameza, pendiente de la confirmación de la Consejería competente de agroganadería y recursos autóctonos del Principado de Asturias sobre el uso autorizable para esta denominación.[26][27]
- A instancias de la “Asociación Cultural Amigos de Lise”, con el apoyo del tejido asociativo local, se solicita al Ilmo Ayuntamiento de Grado le sea concedida a su nombre la plaza frente a la Casa de Cultura de Grado, Palacio de Miranda-Valdecarzana, la cual es aprobada en Junta de Gobierno e inaugurada el uno de junio de 2014.[28][29]

## Certámenes
Con periodicidad anual, se celebran dos certámenes que llevan su nombre, el primero se celebra en Villaviciosa de Asturias a iniciativa de la "Asociación Acebache" y otro es organizado por la "Asociación Cultural Amigos de Lise”, , cada mes de junio, que varía de temática cada año, incluye exposiciones, conferencias y otros eventos educativos de temática relacionada con talleres de arte o educación, escultura, piedra, talla de madera, azabache de Asturias, que se celebra en la casa de cultura de la villa, Palacio de Miranda-Valdecarzana en Grado, Asturias.